# 新座市
新座市（にいざし）は、埼玉県の南部に位置する市。地名は隣接する志木市と共に新座郡に由来する。
人口は約16万6千人であり、熊谷市に次ぎ県内10位。1970年（昭和45年）市制施行。

## 地理
埼玉県の最南端にあり、市のほぼ全域が武蔵野台地に位置する。東京都に隣接し、都心のベッドタウンとして住宅開発が進み、新座・朝霞・志木・和光の4市で形成する朝霞地区の中で最も人口が多い。新座駅北口では新座駅北口土地区画整理事業（2021年完了）、南口では新座駅南口第2土地区画整理事業（2019年完了）が行われており、市街地の整備が進む。さらに、北口では産業系企業誘致を目的として2016年に都市計画決定された大和田二・三丁目地区土地区画整理事業が2022年に完了した。また、都営地下鉄大江戸線の延伸によって馬場地区では新座中央駅（仮称）の建設が予定されており、大学・商業施設・医療施設などの整備が構想されている。

### 河川
柳瀬川が市内西部を、黒目川が市内東部を流れる。黒目川の栄地区付近に湧水（妙音沢）があり、市から特別保全地区に指定されている。粘土質の土壌であるため、付近に陶芸工房が存在していた。ほかにも、市内数か所に湧水地点がある。

## 歴史

### 原始 - 古代
旧石器時代の遺跡は、黒目川流域両岸の台地上に群在し、市場坂遺跡、池田遺跡、嵯峨山遺跡などでナイフ型石器や細石刃が出土している。縄文時代には、嵯峨山遺跡、池田遺跡、新座遺跡、鎧田遺跡などで大集落が形成された。各期の土器や建物跡などが発見されている。
弥生時代の遺跡は、柳瀬川や黒目川流域を中心に市内では14か所で発見されており、新開遺跡では竪穴建物跡と方形周溝墓が発掘されている。古墳時代の遺跡も市内14か所で確認されており、新座遺跡では近畿地方で盛行した叩き目調整の土器、新開遺跡では東海地方の系譜をひく瓢型壷が採集された。前述の方形周溝墓、周辺地域の古墳出現と併せ、これらは、人々の移動や交流、階層分化の動きを示している。
天平宝字2年（758年）、奈良朝廷は、新羅の僧32人、尼2人、男19人、女21人を武蔵国に移し、新羅郡を置いた。朝鮮半島では、新羅が唐と連合して百済・高句麗を滅ぼしたが、次第に唐と対立するようになり、多くの新羅人が渡来するようになったが、新羅と敵対関係にあった政権は新羅人を半島から僻遠の東国に居住させ、この地域の開発を進めるのが目的であった。新羅という名称は旧俗の号であったため、平安時代になって新座郡（爾比久良、にいくら）と改称された。承平年間（931年 - 938年）編纂の和名類聚抄で、新座郡の名前が初見される。和名類聚抄によれば、新座郡は志木郷と餘戸郷の2郷から成っていた。志木郷は現在の白子・新倉付近、餘戸郷は片山・大和田付近とする説が強い。

### 中世 - 近世
中世には、南東部は片山郷、北西部柳瀬川沿いは大和田郷であった。両郷の初見史料（金沢文庫文書、観経玄義分聞集）は、両郷が国衛領（公領）の郷として存在していたことを示している。逆に、荘園（私領）の存在を示す史料は見つかっていない。
この頃、片山郷（本市内片山地区）に片山氏があった。片山氏は開発領主として同郷を名字の地とした武蔵武士であり、源頼朝が武蔵を掌握した1180年頃、その旗下に入った。以降、鎌倉御家人としての道を歩み、1213年の和田合戦、1221年の承久の乱では幕府側につき活躍した。これにより、片山広忠は1222年に丹波和智庄（京都府船井郡和知町）の地頭職を給恩され、1238年より知行のため西遷した。また、片山秀康は伊勢阿下喜御厨の地頭となり子孫が西遷した。
1310年、時宗二祖の他阿真教上人が、片山に法台寺を開祖。この頃の文化財として、法台寺に伝わる名号板碑群があり、当時の新座地域に在住した往生衆の存在を捉えている。1486年には京都聖護院の道興が新座郡に来て、野寺鐘や野火止塚などを「廻国雑記」に記した。同記には、これ以外にも武蔵野各地や新座ゆかりの地名や人名が随所に見られ、中世新座を理解する上で貴重な史料である。
戦国時代には、滝山領に組み込まれ、北条氏照の支配下となった。
近世初頭には、大和田村、中野村、片山村の3か村が存在していたが、1661年、野火止新田の開発により、野火止、北野、菅沢、西堀の4か村が成立した。さらに、元禄年間（1688年 - 1703年）までに片山村が石神、堀之内、栗原、十二天、中沢、上片山（下中沢）、野寺、辻、原ヶ谷戸、下片山の10か村に分かれた。大和田村、中野村は芝山氏が知行し、片山村は「片山七騎」と呼ばれる中下級家臣の知行となった。1655年、松平信綱が安松金右衛門に命じて、玉川上水を分流し新河岸川に至る野火止用水を完成させた。

### 近代 - 現代
- 1871年（明治4年）11月14日 (旧暦) - 浦和県・忍県・岩槻県の3県が合併して埼玉県が誕生。
- 1875年4月8日 - 新座郡野寺村・中沢村・十二天村・下中沢村・下片山村・石神村・原ケ谷戸村・辻村・堀ノ内村・栗原村が合併し、片山村となる。
- 1889年4月1日 - 町村制施行に伴い、新座郡大和田町・野火止村・北野村・菅沢村・西堀村が合併し、新・大和田町が成立。また単独で片山村が成立。
- 1896年3月29日 - 新座郡が廃止され、北足立郡に編入。
- 1955年3月1日 - 大和田町、片山村が合併し、新座町が発足。
- 1970年11月1日 - 市制施行により、新座市となる[5]。
- 1981年7月1日 - 防災行政無線が開局。
- 2018年1月 - 市役所の建て替えが完了。

## 人口
2010年（平成22年）現在の平均年齢は、43.18歳（男42.34歳、女44.02歳）である。
| |                                        |  |
| 新座市と全国の年齢別人口分布（2005年） | 新座市の年齢・男女別人口分布（2005年） |  |
| ■紫色 ― 新座市 ■緑色 ― 日本全国 | ■青色 ― 男性 ■赤色 ― 女性              |  |
| 新座市（に相当する地域）の人口の推移 \| 1970年（昭和45年） \| 77,704人 \| \| \| 1975年（昭和50年） \| 108,990人 \| \| \| 1980年（昭和55年） \| 119,309人 \| \| \| 1985年（昭和60年） \| 129,287人 \| \| \| 1990年（平成2年） \| 138,919人 \| \| \| 1995年（平成7年） \| 144,726人 \| \| \| 2000年（平成12年） \| 149,511人 \| \| \| 2005年（平成17年） \| 153,305人 \| \| \| 2010年（平成22年） \| 162,122人 \| \| \| 2015年（平成27年） \| 162,181人 \| \| \| 2020年（令和2年） \| 166,017人 \| \| |                                        |  |
| 総務省統計局 国勢調査より |                                        |  |
| 1970年（昭和45年） | 77,704人                               |  |
| 1975年（昭和50年） | 108,990人                              |  |
| 1980年（昭和55年） | 119,309人                              |  |
| 1985年（昭和60年） | 129,287人                              |  |
| 1990年（平成2年） | 138,919人                              |  |
| 1995年（平成7年） | 144,726人                              |  |
| 2000年（平成12年） | 149,511人                              |  |
| 2005年（平成17年） | 153,305人                              |  |
| 2010年（平成22年） | 162,122人                              |  |
| 2015年（平成27年） | 162,181人                              |  |
| 2020年（令和2年） | 166,017人                              |  |

## 行政
- 市長：並木傑（2016年7月26日就任、3期目）

### 歴代市長
1. 橋本進爾（1970年11月1日 - 1971年4月29日）
2. 神谷東太郎（1971年4月30日 - 1975年4月29日）
3. 小船清（1975年4月30日 - 1983年10月17日）在職中に死去。
4. 田中覺（1983年11月27日 - 1987年11月26日）
5. 髙橋喜之助（1987年11月27日 - 1992年6月16日）
6. 須田健治（1992年7月26日 - 2016年7月25日）

### 行政機関等
- 新座市役所
  - 東北出張所
  - 栄出張所
  - 栗原出張所
  - 西堀・新堀出張所

#### 消防
- 埼玉県南西部消防局新座消防署
  - 片山分署
  - 大和田分署
- 新座市消防団

#### 警察
- 新座警察署（1984年11月1日開署。当署で当市のみ管轄）
  - 志木駅南口交番
  - 新座駅前交番
  - 新座団地交番
  - 栗原交番
  - 栄交番
  - 本多交番

#### 広域行政
- 朝霞地区一部事務組合（朝霞市、志木市、和光市および新座市の4市が設立している一部事務組合）
- 志木地区衛生組合（ごみ処理を目的として、志木市、新座市及び富士見市の3市で構成）

## 議会

### 市議会
- 定数：26人
- 任期：2024年（令和6年）2月26日 - 2028年（令和10年）2月25日[6]

### 埼玉県議会（南第18区）
- 定数：2名
- 任期：2023年（令和5年）4月30日 - 2027年（令和9年）4月29日

| 氏名     | 会派名                 |
| -------- | ---------------------- |
| 平松大佑 | 無所属県民会議         |
| 安藤友貴 | 埼玉県議会公明党議員団 |

### 衆議院
- 選挙区：埼玉4区（朝霞市、志木市、和光市、新座市）
- 任期：2021年10月31日 - 2025年10月30日
- 投票日：2021年10月31日
- 当日有権者数：386,796人
- 投票率：54.49％

| 当落 | 候補者名   | 年齢 | 所属党派   | 新旧別 | 得票数    | 重複 |
| ---- | ---------- | ---- | ---------- | ------ | --------- | ---- |
| 当   | 穂坂泰     | 47   | 自由民主党 | 前     | 107,135票 | ○    |
|      | 浅野克彦   | 47   | 国民民主党 | 新     | 47,863票  | ○    |
|      | 工藤薫     | 71   | 日本共産党 | 新     | 34,897票  |      |
|      | 遠藤宣彦   | 58   | 無所属     | 元     | 11,733票  |      |
|      | 小笠原洋輝 | 37   | 無所属     | 新     | 3,358票   |      |

## 経済
志木駅（志木市との境目にあり、所在は新座市）を中心に市街地が広がり、ショッピングセンターや銀行の支店などがある。国道254号（川越街道）沿いには、ロードサイド型店舗やレストランなどが並ぶ。
「新座に（原稿を）持っていく」という表現が出版業界で多用されるほど印刷・製本関係の工場が多く、野火止用水と黒目川にはさまれた地域に工場や倉庫が列を成している。近年印刷技術の変化、通信メディアの発達とともに工場群もその役目が変わり移転転業が多くなり、市では工場跡地の活用をめぐって条例を定めるなどの対策をしている。

### 産業
- 印刷業
  - 凸版印刷（朝霞工場）
- 市内に本社を置く主な企業
  - サンケン電気
  - 蒙古タンメン中本
- 市内に拠点を持つ主な企業
  - オリエンタル酵母工業（埼玉工場）
  - 大木伸銅工業株式会社（新座工場）
  - 不二家（埼玉工場）
  - 手塚プロダクション（スタジオ）
    - 市内にスタジオが所在する縁で、2003年4月7日に『鉄腕アトム』の主人公であるアトムが、お茶の水博士を世帯主として当市の特別住民に登録された[7]。

## 姉妹都市・提携都市
- 国内
  - 那須塩原市（栃木県）
2000年（平成12年）11月1日 旧西那須野町と友好姉妹都市提携
  - 十日町市（新潟県、旧中魚沼郡中里村）
2002年（平成14年）度 友好姉妹都市提携
- 海外
  -  ユヴァスキュラ市（フィンランド共和国西スオミ州）
1997年（平成9年）8月23日友好姉妹都市提携
  -  済源市（中華人民共和国河南省）
2002年（平成14年）5月16日友好都市提携
  -  ノイルッピン市（ドイツ連邦共和国ブランデンブルク州）
2003年（平成15年）11月1日友好姉妹都市提携

## 地域
- 市外局番
  - 川口MA（旧：朝霞・志木・新座局）地域 - 048
  - 武蔵野三鷹MA（旧：田無・清瀬・東久留米局）地域 - 042（2006年4月28日までは0424）

かつては0424地域からの110番や119番電話は、新座市内からの発信でも一旦警視庁・東京消防庁に入電されていたが、1993年11月に改善され、直接埼玉県内につながるようになった。

### 町丁
- あたご - 小字。愛宕裏の地名から。江戸時代に愛宕社があったとされる。市内北西部に位置する。
- 池田（いけだ） - 黒目川の氾濫により、田んぼが池のようになったことから。埼玉県立新座高等学校、関越自動車道新座料金所 がある。
- 石神（いしがみ）- 江戸時代の村名から。
- 大和田（おおわだ） - 鎌倉時代から使われている地名。市内北西部、新座駅西側のエリア。
- 片山（かたやま） - 鎌倉時代から見出されている地名。丹羽基二によると片山姓発祥の地と言われている[8]。東京都練馬区の飛び地・西大泉町を内包している。飛地内の市外局番は、以前は新座市と同じ048だったが、現在は練馬区と同じ03となった。
- 北野（きたの） - 江戸時代の村名から。野火止の北側の原野を指していた。市内北部に位置し、立教大学新座キャンパス（立教新座中学校・高等学校を併設）がある。
- 栗原（くりはら） - 江戸時代の村名から。新座市かつ埼玉県の最南端であり、ひばりヶ丘駅北側のエリア。ひばりが丘地区として住宅街を形成。
- 栄（さかえ） - 台地上にある新開地のため、これから栄えるようにと名付けられた。
- 新堀（しんぼり） - 小字。新堀淵の名から。市内最西端で清瀬駅東側のエリア。東京都清瀬市と同東久留米市の間に食い込んだ形となり、東久留米市とは一部野火止用水で市境をなす。
- 菅沢（すがさわ） - 江戸時代の村名から。市内西部、新座駅南のエリア。十文字学園女子大学がある。
- 道場（どうじょう） - 小字。道場の名から。鎌倉時代の時宗道場の名をとる。
- 東北（とうほく） - 小字。野火止東と北野の地名を一文字ずつとって名付けられた。市内最北端のエリアで市内屈指の繁華街。志木駅、イオンや各金融機関の支店が密集する。
- 中野（なかの） - 江戸時代初期の朱印状に、中野の名が読み取れる。跡見学園女子大学・西武台新座中学校・西武台高等学校がある。道路交通要衝である英インターチェンジがある。
- 新座（にいざ） - 江戸時代は水田地帯、大正時代に耕地整理を行う。市内北西部に位置し、日本住宅公団新座団地の開設・分譲を機に「新座」との地名となる。志木ニュータウンの延長上にある。柳瀬川駅・志木駅の両方とも利用できる。
- 新塚（にいづか） - 小字。新塚前・新塚原の地名から。古くは「廻国雑記」にその名がみられる。新座市営墓苑・埼玉県立新座総合技術高等学校がある。一部に市内で唯一の地番エリア（住居表示未実施区域）が残る。
- 西堀（にしぼり） - 江戸時代の村名から。野火止の西にある用水堀であることによる。野火止用水を境に、旧電電公社旧田無局と清瀬局に分かれている。三丁目の大半は、米軍大和田通信所となっている。
- 野寺（のでら） - 江戸時代の村名から。古くは「廻国雑記」にその名が見られる。
- 野火止（のびとめ） - 江戸時代の村名から。古くは野火止塚に由来し、文明年間に記された「廻国雑記」にもこの地名が読み取れる。市役所を初めとした市の中枢機関や新座警察署・新座郵便局・新座駅・平林寺が所在。
- 畑中（はたなか） - 江戸時代の小字「畑ケ中」（はたけなか）から。後年、「畑中」と呼ばれるようになる。
- 馬場（ばば） - 江戸時代の小字から。「ばんば」との読み方もあった。市内東部、関越自動車道北側のエリア。
- 東（ひがし） - 江戸時代の小字、上東・中東・下東の名から。
- 堀ノ内（ほりのうち） - 江戸時代の村名から。古くは中世城館跡。
- 本多（ほんだ） - 小字。本多の名から。かつては松平公家臣の屋敷町であった。

### 市民会館・公民館など

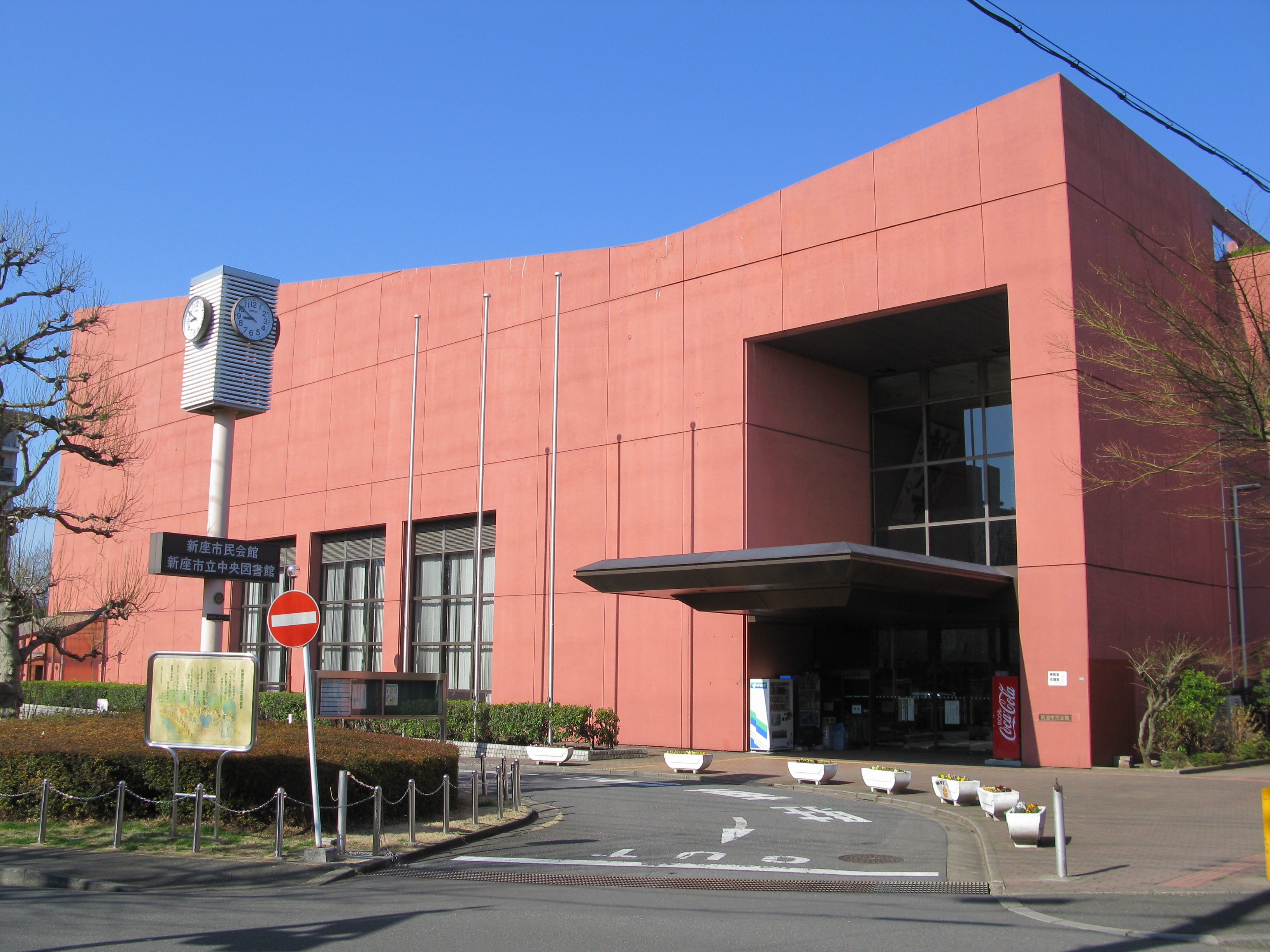
新座市民会館

- 新座市民会館
- 東北コミュニティセンター
- 西堀・新堀コミュニティセンター
- 中央公民館
- 野火止公民館
- 栄公民館
- 栗原公民館
- 畑中公民館
- 大和田公民館
- ふるさとにいざ館

### 郵政
郵便番号は市内全域が「352-00xx」である。
- 新座郵便局 - 新座市全域の集配を担当
  - 新座栄郵便局
  - 新座栗原郵便局
  - 新座団地内郵便局
  - 新座石神郵便局
  - 新座大和田郵便局
  - 志木駅前郵便局
  - 新座片山郵便局
  - 新座馬場郵便局
  - 新座野火止郵便局

### 教育
小学校
- 新座市立大和田小学校
- 新座市立片山小学校
- 新座市立西堀小学校
- 新座市立第四小学校
- 新座市立八石小学校
- 新座市立東北小学校
- 新座市立野火止小学校
- 新座市立野寺小学校
- 新座市立池田小学校
- 新座市立新堀小学校
- 新座市立東野小学校
- 新座市立新座小学校
- 新座市立栄小学校
- 新座市立石神小学校
- 新座市立新開小学校
- 新座市立栗原小学校
- 新座市立陣屋小学校

中学校
- 新座市立新座中学校
- 新座市立第二中学校
- 新座市立第三中学校
- 新座市立第四中学校
- 新座市立第五中学校
- 新座市立第六中学校
- 西武台新座中学校（※中高併設）
- 立教新座中学校（※中高併設）

高等学校
- 埼玉県立新座高等学校
- 埼玉県立新座柳瀬高等学校
- 埼玉県立新座総合技術高等学校
- 西武台高等学校（※中高併設）
- 立教新座高等学校（※中高併設）

専門学校
- 中央情報専門学校

大学
- 跡見学園女子大学
- 立教大学
- 十文字学園女子大学

自動車教習所
- 東園自動車教習所

#### 図書館・運動施設
- 新座市立図書館
- 市民総合体育館
- 総合運動公園
- 福祉の里体育館

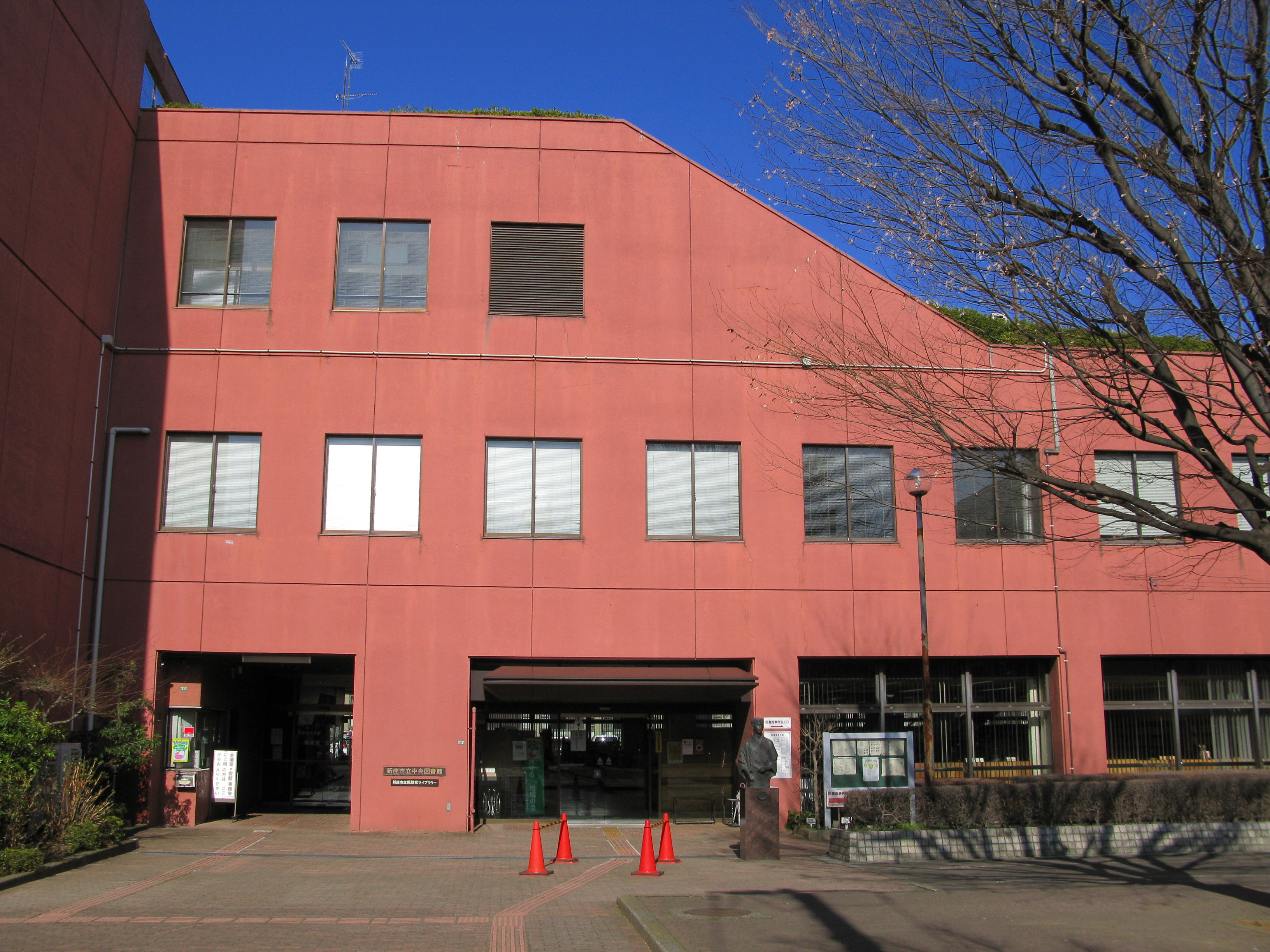
新座市立中央図書館

- 大和田ファミリープール（2021年度に廃止[9]）
- 新座セントラルキッズパーク（市南部の中核公園、片山ファミリープール（2017年度廃止）跡地）[9][10]

### 保育施設
- 第一保育園
- 第二保育園
- 栄保育園
- 西堀保育園
- 大正保育園
- 北野保育園
- 第七保育園
- 放課後児童保育室

### 住宅団地
- UR新座団地（新座）
- 新座県営団地（馬場）
- 新座野火止団地（野火止）
- 新座菅沢住宅（菅沢）
- 新座菅沢第二住宅（菅沢）
- 新座大和田住宅（大和田）
- 新座馬場住宅（馬場）
- 新座本多住宅（本多）
- 新座本多第二住宅（本多）
- 新座野火止南住宅（野火止）
- 新座野火止北住宅（野火止）
- 新座野火止住宅（野火止）

## 交通

### 鉄道
東日本旅客鉄道（JR東日本）
 武蔵野線
- 新座駅

東武鉄道
 東上本線
- 志木駅

日本貨物鉄道（JR貨物）
- 新座貨物ターミナル駅

このほか、西武池袋線が東久留米駅 - 清瀬駅間で市域を通過しているが、駅はない。

### 地下鉄延伸
新座市は最寄駅から1 km以上離れた鉄道空白地帯が広く存在する。そこで、都営地下鉄大江戸線を光が丘駅（東京都練馬区）から当市南東部を経て東所沢駅（所沢市）に延伸することが構想されており、延伸促進期成同盟会が結成されている。また、市役所内にも地下鉄12号線延伸促進室が設置されている。市内では新座中央駅（仮称）を設置し、商業施設や公園、学校、防災設備などを整備することが計画されている。

### バス

#### 路線バス
市内に東武バスウエスト新座営業事務所と、かつて清瀬市にあった「西武バス清瀬営業所」が移転した西武バス新座営業所がある。
当市内を運行する市外のバス営業所として、西武バス上石神井営業所・西武バス所沢営業所・国際興業バス西浦和営業所がある。
前述のように新座市内では鉄道駅から離れた地域も多く、それらの地域ではバスの利用が多い。志木駅を起点として当市内で完結する路線のほか、新座駅はじめ市内各地より朝霞駅・朝霞台駅・大泉学園駅・ひばりヶ丘駅・東久留米駅・清瀬駅・所沢駅・東所沢駅・武蔵関駅・上石神井駅・吉祥寺駅との連絡路線が多数運行されている。

#### コミュニティバス
- 新座市シャトルバス
1995年10月1日 - 2007年（平成19年）6月末まで、市役所はじめ市内公共施設への足をメインとした「新座市シャトルバス」が運行されていた。運行は西武バス新座営業所に委託。市内のバス空白地域と市役所などの施設へのアクセス路線として運行されていたが、諸施設へ向かうのに遠回りする形でルートが設定されていたことなどから、利用状況は良いとはいえなかった。新座駅への乗り入れをはじめとしたルート変更やダイヤ改正を行ってきたが、車輌更新時期を機に運行が再検討され、結果として廃止が決まった。
- 新座市循環バス「にいバス」
シャトルバスの廃止から2年3か月後、市民からの再開の要望が高まり、2009年10月1日に運行を開始した[13]。運行は東武バスウエスト新座営業事務所に委託。北コース・東コース・西コースの3路線を運行し、市内の公共施設や病院などを循環する。小型ノンステップバスを使用し、埼玉県立新座総合技術高等学校の生徒たちが車両のデザインを担当した。2010年11月にルート変更、2013年9月に北循環・南循環の2路線から3路線による運行、2023年4月からは4路線で運行している。
- 西東京市コミュニティバス「はなバス」
第1ルート・保谷駅北口循環 - 新座・西東京市境の道路（東京都道・埼玉県道24号練馬所沢線）を経由。新座市野寺地区から保谷駅へのアクセスなどにも利用できる。運行は西武バス滝山営業所に委託。

#### 空港リムジンバス
- ふじみ野駅 - 新座車庫 - 志木駅南口 - 朝霞台駅 - 羽田空港（東武バスウエスト新座営業事務所・京浜急行バス新子安営業所と共管）
- ふじみ野駅 - 新座車庫 - 志木駅南口 - 朝霞台駅 - 成田空港（東武バスウエスト新座営業事務所・東京空港交通と共管）

#### 深夜急行バス
（降車取扱いのみ）
- 池袋駅西口→志木駅南口→新座駅南口（国際興業バス池袋営業所）
- 池袋駅東口→清瀬駅入口→小手指駅北口（西武バス練馬営業所）
- 池袋駅西口→志木駅南口→本川越駅（東武バスウエスト新座営業事務所）

### タクシー
タクシーの営業区域は県南西部交通圏で、川越市・所沢市・東松山市・飯能市・和光市などと同じエリアとなっている。

### 道路
高速道路
- 関越自動車道
  - 新座料金所（料金収受のみで、車の出入りはできない）
    - 関越道上りでは、練馬ICの前に、最終料金所である当料金所を通過しなくてはならず、渋滞の原因となることが多い。2005年に市議会で当料金所付近にスマートインターチェンジ (SIC) 設置が提案されたことがあり、2015年にも再度SIC設置に関しての動きがあった。

一般国道
- 国道254号（川越街道、川越街道バイパス）
- 国道463号（通称：浦所バイパス）

県道
- 主要地方道
  - 東京都道・埼玉県道24号練馬所沢線
  - 東京都道・埼玉県道25号飯田橋石神井新座線
  - 東京都道・埼玉県道36号保谷志木線（通称：片山県道）※バイパスとして「保谷朝霞線」が、東京都西東京市方面から続く伏見通りの延長として整備される予定である。
  - 埼玉県道・東京都道40号さいたま東村山線（通称：志木街道）
- 一般県道
  - 埼玉県道108号東京朝霞線
  - 埼玉県道109号新座和光線（通称：旧川越街道）
  - 埼玉県道113号川越新座線
  - 東京都道・埼玉県道234号前沢保谷線

その他主要道路
- 水道道路
- 産業道路
- 清戸道

## 観光ほか
- 野火止用水（伊豆殿堀）
- 平林寺

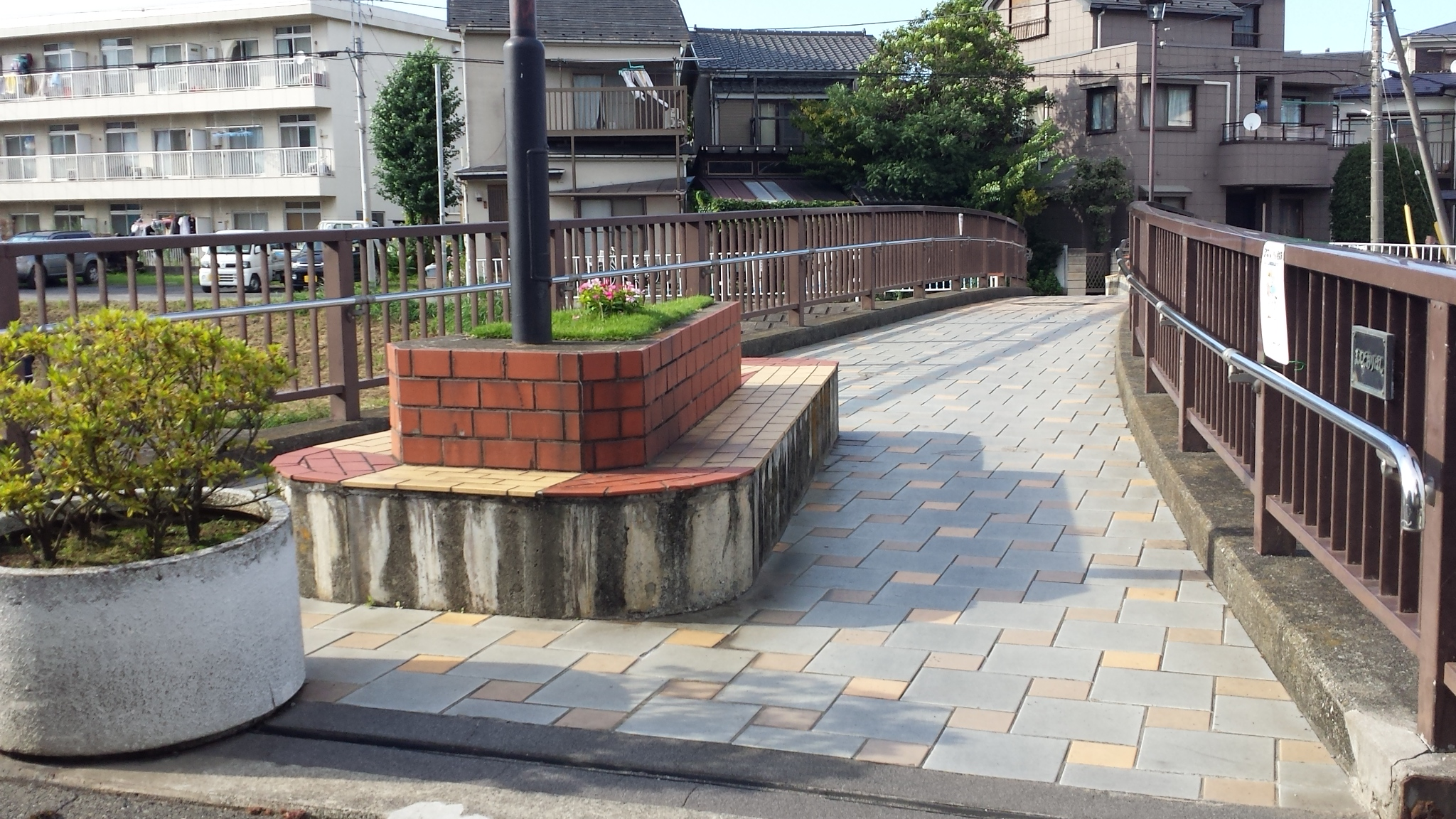
黒目川にかかる前通り橋

  - 平林寺半僧坊祭：毎年4月17日に行われる。
- 新座観音神護院
- 満行寺
- 武蔵神社
- 新座阿波踊り
- 旧海軍大和田通信所
- 観光果樹園など：市内にぶどう園やキウイ園が存在する。また、池田にはダチョウ牧場がありましたが、2023年5月15日「だちょう牧場並木屋」は閉園しました。

## 著名な出身者
| - 谷合正明（参議院議員） - 川島海荷（女優・アイドル・タレント） - 三津谷葉子（女優・元グラビアアイドル） - 水田芙美子（女優・モデル） - 琴美くらら（宝塚歌劇団花組娘役） - 黄川田将也（俳優） - 日向崇（俳優） - 今野浩喜（俳優・お笑い芸人） - 佐藤聖子（歌手） - 小木逸平（テレビ朝日アナウンサー） - 永野愛 (声優) - 中川充四郎（フリーアナウンサー） - 新城健太（静岡放送アナウンサー） - 富野幸緒（ダンサー、振付家） - 水木正子 (女優） - 三宅宏実（女子重量挙げ選手） - 堤俊輔（アビスパ福岡選手） - 井上敦史（ガイナーレ鳥取選手） - 長谷川元希（ヴァンフォーレ甲府選手） - 齊藤夕眞（大宮アルディージャVENTUS選手） - 伊藤彰（元サッカー選手） - 伊藤勇士（元サッカー選手） - 黄川田賢司（元サッカー選手） - 加賀繁（元プロ野球選手） - 熊澤とおる（元プロ野球選手） - 小畑幸司（元プロ野球選手） - 山田潤（元プロ野球選手） - 松元繁（元プロ野球選手]） - 小宮雄一郎（バレーボール・パナソニックパンサーズ選手） - 石原昭久（JTマーヴェラス監督） - 田中博康（元JRA騎手、現調教師） - 鈴木利男（レーシングドライバー） - 石田智子（陸上競技選手） - 阿部信輔（レフェリー） - 高田勇仁（プロボクサー） - 木田詩子（彫刻家） - 斎藤学（ゲーム作曲家） - 朱門優（シナリオライター） - 月山可也（漫画家） - 飯田朝子（言語学者） |

## 縁のある著名人
- ハルペン・ジャック（漢字研究家）
- 手塚治虫（漫画家） - 手塚プロのアニメーション制作スタジオが野火止にあり、東久留米市の自宅から通った。
- 富野由悠季（アニメ監督） - 1971年に当市へ移住。その後2004年に杉並区へ転居するまで30年以上居住。
- 相本久美子（女優・タレント） - 新座市立第二中学校卒業。
- 立川明日香（タレント） - 新座市議会議員。
- 神山卓三（俳優・声優）
- 長島達也（ピアニスト・指揮者） - 新座市立第六中学校卒業（2年生の時に転入）。
- 魔裟斗（格闘家） - 12歳から20歳まで当市に居住。
- 野口定男（哲学者） - 晩年に居住。新座市内にグラウンドがある立教大学野球部の部長も務めた。
- 東野圭吾（小説家） - エッセイ集『あの頃ぼくらはアホでした』収録の「残飯製造工場」にかつて当市に居住していたとの記載がある。
- 河合秀和（政治学者） - 1980年代、学習院大学で教授を務めていた頃に新堀に居住[14]。
- 田中煕巳（材料工学者、核廃絶運動家、日本原水爆被害者団体協議会代表委員） - 当市在住[15]。

## 舞台となった作品
- 藍より青し（漫画・アニメ） - 主人公が当市内のアパートに住んでいるという設定のため、作品内で多岐にわたって登場する。
- シャーマンキング（漫画） - 主人公の暮らす「ふんばり温泉」の住所が新座市栗原。
- 人生をしまう時間（映画） - 市内に所在する堀ノ内病院の訪問診療チームに密着したドキュメンタリー作品。
- 鉄塔 武蔵野線（小説・映画） - 市内を通る実在した送電線「武蔵野線」を舞台とした物語。主人公の自宅も当市内に存在する。映画の撮影は実際の武蔵野線が使用された。
- 武蔵野線の姉妹（漫画） - 「N座駅」近辺の高級マンションが主な舞台。
- 無敵鋼人ダイターン3（アニメ） - 舞台である「シン・ザ・シティ」のモデル。